# Pomocellaria
Pomocellaria is een geslacht van mosdiertjes uit de  familie van de Candidae. De wetenschappelijke naam ervan is in 2014 voor het eerst geldig gepubliceerd door Leandro M. Vieira,  Mary E. Spencer Jones, Judith E. Winston, Alvaro E. Migotto en Antonio C.Marques.

## Soorten
- Pomocellaria californica (Trask, 1857)
- Pomocellaria californica (Robertson, 1905)
- Pomocellaria inarmata (O'Donoghue & O'Donoghue, 1926)
- Pomocellaria talonis (Osburn, 1950)
- Pomocellaria varians (Hincks, 1882)